# Agnese Logina
Agnese Logina (nacida el 25 de junio de 1990) es una investigadora cultural, curadora y crítica de cine, experta en política cultural y política letona. Fue Ministra de Cultura de Letonia entre septiembre de 2023 y junio de 2024.
Ha sido miembro del Ayuntamiento de Riga, profesora de teoría de la cultura en la Academia Letona de Cultura y directora del Museo del Cine de Riga de 2022 a 2023.